# 水石衣属
水石衣属（学名：Hydrobryum）是川苔草科下的一个属，在流水中石上生长，类似地衣状。该属共有4种，3种产自日本，1种（水石衣）产自印度、越南及中国云南。